# كازوكي ساكاموتو
كازوكي ساكاموتو (10 أبريل 1990 في اليابان - ) (بالكانا:サカモト カズキ) هو لاعب كرة قدم ياباني في مركز الهجوم. لعب مع نادي ألبيريكس نيغاتا.

## وصلات خارجية
- كازوكي ساكاموتو على موقع قاعدة بيانات كرة القدم.إي يو (الإنجليزية)
- كازوكي ساكاموتو على موقع Soccerway.com (الإنجليزية)